# 당직근무
당직근무는 대한민국을 포함한 세계 여러 나라의 군대에서 일과시간이 지난 이후의 시간에 부대경비 및 상황보고를 목적으로 운용한다.

## 당직근무의 종류
당직근무의 종류는 다음과 같으며, 당직부사관과 당직사관과 당직부관과 당직사령과 당직총사령은 완장을 착용하고 근무한다. 당직부사관은 분대장 혹은 상병 이상 병사만 근무가 가능하며, 당직사관은 중대장을 제외한 모든 중대 소속 간부가 투입된다. 당직부관은 분대장인 혹은 일병 이상 병사, 하사(한국과 일부 나라에서는 제외, 주로 미국과 중국과 영국과 프랑스와 독일과 러시아와 같은 선진국들에 해당), 중령 이하 장교만 근무가 가능하며, 당직사령은 오직 중위 이상 대령 이하 장교만 근무가 가능하다. 참고로 당직총사령은 준장만이 담당하며 오직 1명밖에 없다. 또한 당직사령과 당직총사령(국방부 및 합참)은 근무 후 해당되는 지휘관에게 상황보고를 해야 한다.

### 초병
초병은 부대 외곽의 지역을 순찰 및 경계하는 병사다. 군대에서 아주 중요한 임무를 수행하는 직책이며, 그런만큼 책임도 또한 막중하다. 주간에도 초병은 근무에 임하지만, 주로 야간에 더 집중하여 근무에 임한다. 경계근무에서 맨 처음 근무를 하는 인원을 '초번초'라 하며 맨 마지막에 근무를 하는 인원을 '말번초'라 한다.

### 불침번
불침번은 당직근무의 일종으로서 군대에서 일과시간이 지난 이후 부대경비를 목적으로 비일과 시간의 총합을 일정비율로 분할하여 그 숫자에 맞게 인원을 배치한 후 경계근무를 담당하게 하는 것이다. 불침번에서 맨 처음 근무를 하는 인원을 '초번초'라 하며 맨 마지막에 근무를 하는 인원을 '말번초'라 한다. 그러나 GP의 일부 부대에서는 풀타임으로 전부 서는 것 뿐만 아니라 그에따른 해당 취침시간도 없다. 이유는 사람이 없을 뿐더러 불침번이 사람 깨우러갔다가 북한군이 다 쳐들어와서 중대의 목숨을 전부 앗아간 사건 때문에 근무취침 없이 밤을 새도록 한다고 한다.
보통 운전병은 부대 사정에 따라서 졸음운전 방지를 위해 평일에는 초번초를 들어가고 운행이 거의 없는 주말이나 명절 및 공휴일 등에 불침번을 선다. 어떤 부대는 형평성에 따라서 평일 초번초를 운전병이 주말 초번초를 다른 용사들에게 세우는 방식이 있다.

### 위병조장
위병조장은 군 부대의 문을 지키는 일종의 문지기의 총책임자가 된다. 일반 부대에서는 하사가 담당하며, 주로 상병 이상의 병사가 담당한다. 다른 당직근무와는 다르게 낮에도 근무가 편성된다.

### 위병사관
위병사관은 군 부대의 문을 지키는 일종의 문지기의 총책임자가 된다. 일반 부대에서는 중사, 상사, 원사가 담당하며, 주로 중위 이하 장교가 담당한다. 다른 당직근무와는 다르게 낮에도 근무가 편성된다.

### 위병장교
위병장교는 군 부대의 문을 지키는 일종의 문지기의 총책임자가 된다. 일반 부대에서는 중위, 대위가 담당하며, 장교만 투입된다. 다른 당직근무와는 다르게 낮에도 근무가 편성된다.

### 당직부사관
당직하사라 불리기도 하며 일과시간이 지난 이후 행정보급관 대리로서 불침번을 통제하고 당직사관을 보좌하는 당직근무이다. 주로 상병 이상의 병사나 초급간부(하사)가 담당하고 간소화 부대에서는 중대장의 대리임무도 수행한다. 완장에 붉은 선이 한 줄 그어져 있다.

### 당직사관
당직사관은 일과시간이 종료된 이후 중대장의 임무를 대리수행하여 중대별 점호를 주관하고 당직부사관과 불침번을 통제한다. 또한 당직근무 중 정해진 시간에 맞춰 순찰 및 전화상으로 상황보고를 해야 하며 급양감독도 해야 한다. 완장에 붉은 선이 두 줄 그어져 있고, 소규모 중대급으로부터해서 사단과 군단까지 하사 이상 대위 이하의 계급이 당직사관 임무를 수행한다.(보통 대대급 이상 규모의 부대에서는 중위 이상의 장교가 당직사령 근무에 투입되는 경우가 많다.)

### 당직부관
당직부관은 군대에서 당직근무 중 대대 작전과장 및 사단 이상의 참모장 대리로서 당직사령을 보좌하는 일을 한다. 대대급 부대에서는 일병 또는 소위로 초급간부가 담당하나 부대 규모가 커질수록 계급도 올라간다. 완장에 붉은 선이 세 줄 그어져 있다.
당직부관이 장교일 경우 당직사령을 대신해서 상황보고 브리핑을 할 수 있다.

#### 당직부관의 계급
당직부관의 계급은 다음과 같다.
- 대대 - 일병 ~ 소위(대대 공보정훈장교) (대다수의 대대, 연대급에서는 상병, 병장, 하사 위주로 당직부관 근무가 편성되어 있음.)
- 연대 - 상병 ~ 중위
- 여단 및 사단 - 하사 ~ 대위
- 군단 - 소위 ~ 중령
- 군사령부 - 소령 ~ 중령

### 당직사령
당직사령은 당직근무자 중 해당 부대에서 가장 그 서열이 높으며 일과시간 이후 해당 부대의 대대장 및 연대장 이상의 지휘관의 대리임무를 수행한다. 주로 당직사관들을 통제하고 대대별 및 연대별 점호를 주관한다. 또한 5분대기조를 훈련시키며 그 결과를 보고한다. 또한 그날 있었던 상황을 집약하여 다음날 근무가 완료된 이후 해당지휘관에게 상황을 보고해야 한다. 완장에 붉은 선이 네 줄 그어져 있고, 중위 이상의 장교들이 담당하며 부대 규모가 클수록 계급이 높다. 원칙상 당직사령 근무에는 장교만 투입된다.
당직사령은 그 대상이 계급과 보직에 의해 결정되는데 계급은 소위에서 대령까지 해당되며 보직은 중대장, 부중대장, 지휘부에 있는 인원을 제외한 모든 참모가 해당되는데 부대에 따라 당직사령의 기준이 다르다. 각 중대 선임소대장은 부중대장 자격으로 당직사령 근무에 투입되며 반대로 대대 작전과장의 경우는 지휘부에 소속되어 있기 때문에 당직근무에서 제외된다. 당연히 대대장 이상의 지휘관 역시 당직근무에서 제외된다.

#### 당직사령의 계급
당직사령의 계급은 다음과 같다.
- 대대 - 중위 ~ 대위
- 연대 - 대위 ~ 소령
- 여단 및 사단 - 소령 ~ 대령
- 군단 - 중령 ~ 대령
- 군사령부 - 대령

### 당직총사령
당직총사령은 당직근무자 중 최고의 서열을 지니고 있다. 이는 국군의 운명을 좌우하는 수준이다. 당직총사령은 대한민국군을 통틀어 오직 1명뿐이고, 계급은 준장이며, 당직총사라고도 한다. 일과시간 이후 육군본부, 해군본부, 공군본부를 통제하며 합참의장의 대리임무를 수행한다. 마찬가지로 근무 이후 지휘관에게 상황보고를 하며 근무시 예하의 모든 부대에서 근무하는 당직사령들을 관리한다. 완장에 붉은 선이 다섯 줄 그어져 있다.

## 당직근무 고정 열외자
- 군의관(한방과, 치과), 군법무관, 교수사관, 군종사관 등 모든 종류의 전문사관
- 행정보급관(특별한 사유가 있는 경우를 제외하고는 매월 한 번만 수행할 수 있다.)
- 주임원사(원사라 해도 직책이 행정보급관 혹은 개별부서의 담당관(예 인사담당관)일 경우 당직근무를 수행해야 한다. 단, 행정보급관은 수행 횟수가 매월 1회로 제한된다.)
- 대대장급 이상 지휘관, 대대•연대 작전(운영)과장 및 군•사•여단 및 야전군사령부 참모장과 같은 제대별 최선임 참모
- 비서실장, 전속부관 등 사단급 이상 부대에서 지휘관을 직접 보좌하는 보직 근무자
- 소장 이상의 장군(준장은 당직총사령 근무를 수행해야 한다.)
- 상황장교
- 임신 여군
- 연구관, 직업보도반 등 전역을 앞둔 군인
- 기타 부대장이 지명한 자

## 직무유기죄
당직근무는 법령 내규 또는 지시 및 통첩에 의한 추상적인 의무이고 이 의무를 유기한 경우 국가의 기능을 저해하며 국민에게 피해를 야기시킬 가능성이 있다고 보기 때문에 직무유기죄가 해당할 수 있다. 판례는 당직사관으로 근무 중 애인과 함께 잔 후 후임근무자에게 인계인수를 하지 않은 것을 직무유기로 본 바 있다. 하지만 다른 판결에서 일직사관이 근무장소에서 유사시에 깨어 직무수행에 임할 수 있는 상황(상황실로부터 피고인이 누운 침상까지는 2미터 정도의 거리로서 판자칸막이가 있는데 불과함)에서 잠을 잔 것이므로 피고인이 고의로 일직사관으로서의 직무를 포기하거나 직장을 이탈한 것이라고는 볼 수 없어 직무유기죄가 해당되지 않는다고 판시하였다.

## 관련 사이트
- [당직근무표 자동생성 사이트 바로가기]